# Spare Parts
Spare Parts är rockgruppen Status Quos andra album, utgivet 1969 på den tiden då de ännu inte hade blivit ett boogierockband. På Spare Parts spelar Status Quo mest psykedelisk pop.

## Låtlista
Sida ett
1. "Face Without a Soul" (Rossi/Parfitt) - 3:08
2. "You're Just What I Was Looking For" (Gerry Goffin/Carole King) - 3:49
3. "Are You Growing Tired of My Love" (King) - 3:37
4. "Antique Angelique" (Lancaster/Young) - 3:23
5. "So Ends Another Life" (Lancaster) - 3:12
6. "Poor Old Man" (Rossi/Parfitt) - 3:39

Sida två
1. "Mister Mind" Detector (King) - 4:02
2. "Clown" (Young/Lancaster/Nixson) - 3:24
3. "Velvet Curtains" (King) - 2:59
4. "Little Miss Nothing" (Rossi/Parfitt) - 3:02
5. "When I Awake" (Lancaster/Young) - 3:52
6. "Nothing at All" (Lynes/Young/Lancaster) - 3:58

## Medverkande
- Francis Rossi - gitarr, sång
- Rick Parfitt - gitarr, sång
- Alan Lancaster - bas, sång
- John Coghlan - trummor
- Roy Lynes - orgel, sång